# Brian Jacks
Brian Jacks (* 5. října 1946 Londýn) je bývalý britský zápasník – judista anglické národnosti, bronzový olympijský medailista v judu z roku 1972.

## Sportovní kariéra
S judem začal v útlém věku po vzoru svého otce tehdy aktivního judisty. Byl členem populárního londýnského klubu Budokwai. Jako jeden z prvních britských judistů se soustředil vedle judistické přípravy i o fyzickou stránku juda jako nové sportovní disciplíny. Byl pověstný agresivním, útočným stylem boje s vynikajícím bojem na zemi. V roce 1964 si vybojoval v 18 letech start na olympijských hrách v Tokiu a skončil bez umístění potom co nepostoupil ze základní skupiny přes Japonce Takehidu Nakataniho. V roce 1972 již jako ostřílený judista získal bronzovou olympijskou medaili na olympijských hrách v Mnichově, když mu v cestě do finále zabránil Japonec Šinobu Sekine. Častá zranění kolen ho v dalších letech limitovala v přípravě, přesto se si dokázal zajistit nominaci na třetí olympijské hry v Montrealu v roce 1976. Jeho snažení ukončil ve čtvrtfinále Jugoslávec Slavko Obadov. Sportovní kariéru ukončil v roce 1980 potom co se nekvalifikoval na své čtvrté olympijské hry.
Již během aktivní kariéry patřil k sportovním osobnostem Spojeného království. Byl častým hostem v televizi, reprezentoval Británii v různých exhibičních soutěžích. Založil několik judistických oddílů. Na důchod se přestěhoval do Thajska, kde provozuje hotel.

## Výsledky
| Turnaj             | 1964  | 1965  | 1966         | 1967         | 1968         | 1969         | 1970         | 1971         | 1972         | 1973         | 1974         | 1975         | 1976         |
| Turnaj             | 18    | 19    | 20           | 21           | 22           | 23           | 24           | 25           | 26           | 27           | 28           | 29           | 30           |
| Turnaj             | lehká | lehká | střední váha | střední váha | střední váha | střední váha | střední váha | střední váha | střední váha | střední váha | střední váha | střední váha | střední váha |
| ------------------ | ----- | ----- | ------------ | ------------ | ------------ | ------------ | ------------ | ------------ | ------------ | ------------ | ------------ | ------------ | ------------ |
| Olympijské hry     | úč.   |       |              |              |              |              |              |              | 3.           |              |              |              | úč.          |
| Mistrovství světa  |       | —     |              | 3.           |              | 7.           |              | 5.           |              | —            |              | úč.          |              |
| Mistrovství Evropy | 3.    | 2.    | ?            | 3.           | ?            | ?            | 1.           | 3.           | ?            | 1.           | ?            | ?            | ?            |